# کنگر (گیاه)

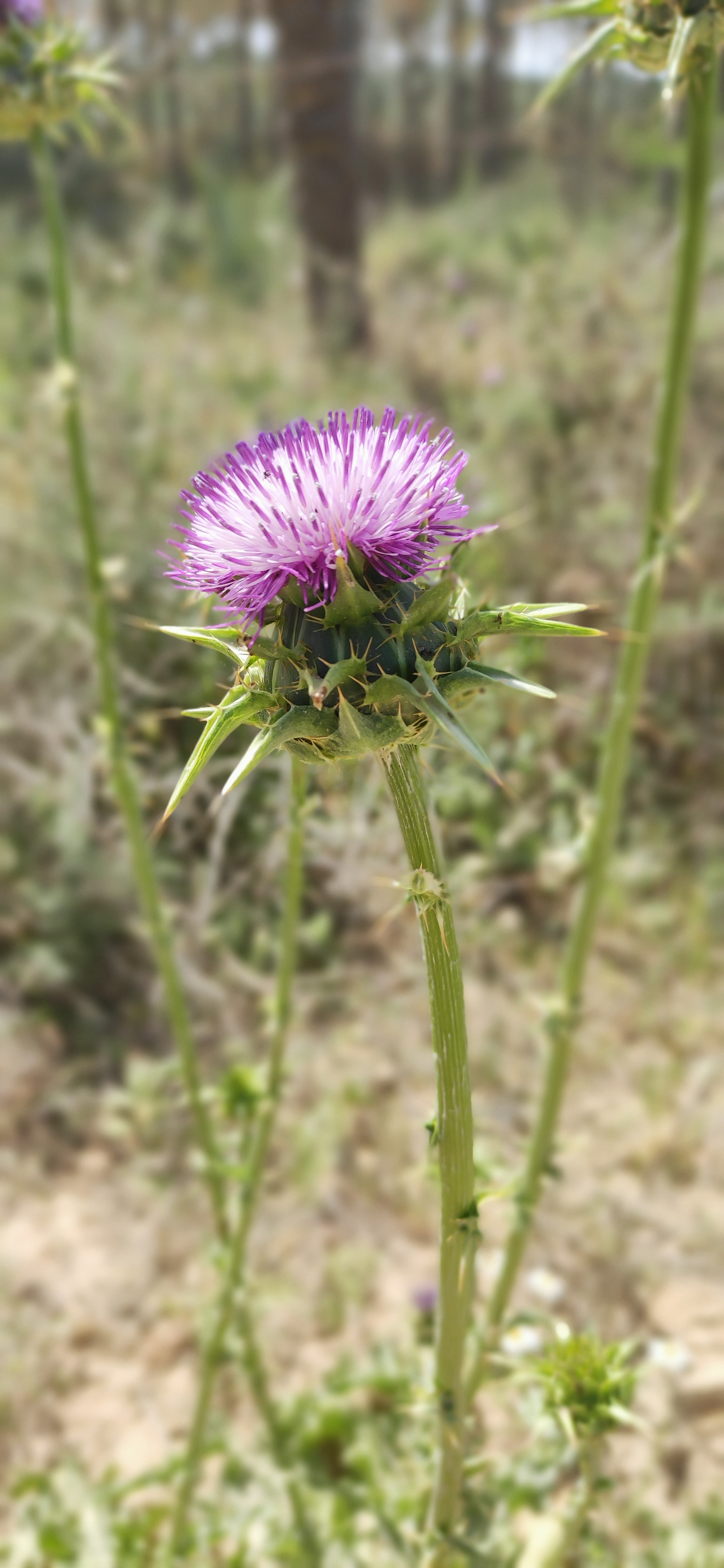
گل کنگر که در آب‌پخش روییده‌است.

کنگر(با کنگر خوراکی رایج در ایران اشتباه گرفته نشود) گیاهی است خودرو با برگ‌های خاردار و ساقه‌های ضخیم شبیه به کرفس که از آن در پخت سوپ، خورشت و حتی به‌صورت خام در سالاد استفاده می‌کنند. در یونان و مصر باستان، این گیاه به دلیل نقش کمکی در هضم مواد غذایی مورد توجه قرار گرفت و در قرن ۶ میلادی در اروپا یکی از سبزیجات معروف با قیمت نجومی بود که توسط اشراف مصرف می‌شد.
در طب سنتی اروپا، برگ‌های کنگر به عنوان ماده افزایش دهنده ادرار (دیورتیک) و محرک کلیه‌ها، دفع سنگ کلیه، محرک ترشح صفرا از کبد و انقباض کیسه صفرا مورد استفاده قرار می‌گرفت. این گیاه غنی از پتاسیم بوده، و از نظر انرژی غنی است. کنگر طبیعتی گرم و خشک دارد و به همین علت آن را با ماست نیز می‌خورند و در ضمن برای آن دسته از افرادی که گرم‌مزاج هستند، خوردن آن توصیه می‌شود. علاوه بر این، کنگر منبع غنی پتاسیم است.
کنگر اولین بار در اتیوپی کشت شد و بعد در نقاط مختلف دنیا گسترش پیدا کرده‌است. محل اصلی رویش این گیاه مدیترانه، ایران، جزایر قناری و آمریکای جنوبی است. کنگر اغلب در مناطق بارانی گرمایی رشد می‌کند و گیاهی بسیار مقاوم در شرایط خشکی است و می‌تواند در مناطق کم رطوبت و خشک هم بروید.